# A cappella
Petje a cappella (italijanski izraz za 'v stilu kapele', /ˌɑː kəˈpɛlə/, italijansko: [a kkapˈpɛlla]) je petje brez spremljave glasbil. Lahko se nanaša na skladbo, namenjeno eno ali več pevcem. Izraz se uporablja za opisovanje skladb iz različnih glasbenih obdobij, vendar se ga raviloma uporablja predvsem za skladbe, ki so nastale v renesansi ali kasneje. Izraz ima v grobem dva pomena; prvi se nanaša na solistične in zborovske skladbe klasične glasbe, drugi pa se nanaša na sodobno vokalno glasbo s primesmi popa in jazza, kjer pevci poleg petja z lastnimi inštrumenti ustvarjajo zvoke, ki spominjajo na zvoke inštrumentov. Pri slednjem je najpogostejše tleskanje, ploskanje, udarjanje po stegnih, udarjanje z nogo ob tla ter vokalno oponašanje inštrumentov, kot so trobenta, električna kitara ipd. Najbolj znani slovenski predstavnik tovrstnih a cappella skladb je skupina Perpetum Jazzile.
Prvotno se je ta izraz uporabljal za označevanje glasbe, ki so jo peli v kapelah ali manjših bogoslužnih prostorih brez spremljave glasbil. A cappella petje se v cerkvi ni veliko uporabljalo saj so petje v cerkvi navadno spremljale orgle. Izraz so takrat uporabljali za petje v krščanskih ustanovah, zdaj pa je splošnejši. 

### Kraj in čas začetka
Izraz glasba a cappella se je primarno uporabljal za vokalne skladbe, ki so jih izvajali v 15. In 16. stoletju v cerkvah, dandanes pa ima splošnejši pomen. V renesančnem času so vokalno glasbo pogosto spremljali inštrumenti, zato je izraz a cappela pomemben za razločevanje vokalne glasbe brez spremljave inštrumentov. Dva izmed znanih renesančnih skladateljev a cappella glasbe sta Giovanni Pierluigi da Palestrina in Josqin des Prez. A cappella kot jo poznamo danes, se je začela sredi 20. stoletja. Takrat so različne vokalne skupine začele posnemati igranje inštrumentov s svojimi glasovi. Ameriški pevec Ward Swingle je priredil Bachove skladbe za svojo vokalno skupino The Swingle Singers, ki jo je ustanovil leta 1963 v Franciji. Od takrat je zanimanje za to vrsto izvajanja glasbe postalo vse večje in popularnejše.

### Izvajanje
Čeprav se zelo razlikuje od madrigalske glasbe, je ideja o majhni posvetni skupini večinoma moških glasov, ki pojejo v tesni harmoniji brez spremstva ali s spremljave v ozadju, postala zelo priljubljena v petdesetih in šestdesetih letih. Eden od razlogov, da je bilo petje a cappella tako priljubljeno, je bilo, da je bilo cenejše, ker vokalistom ni bilo treba najeti benda za spremljavo. A cappella petje je priljubljeno tudi med šolskimi zborovskimi skupinami, sodobnimi krščanskimi skupinami in odraslimi zbori. Največkrat nastopajo v gledališčih in koncertnih dvoranah. Na odru stoji en ali več pevcev, ki pri izvajanju uporabljajo samo mikrofon, postavljeni pa so v vrsto. Na odru je lahko prisoten tudi zborovodja, ali pa tudi koreografija če jo nastopajoči imajo. Pevci so oblečeni elegantno, oziroma v stilu s temo nastopa.